# Бачурин, Павел Григорьевич
Павел Григорьевич Бачурин(17.06.1931 — 09.10.2004) — советский хозяйственный, государственный и политический деятель, бригадир полеводческой бригады колхоза «Вперед к коммунизму» Сорокинского района Тюменской области. Герой Социалистического Труда (11.01.1957) .

## Биография
Родился 17 июня 1931 года в деревне Кривощеково Ишимского района Уральской (ныне — Тюменской) области в семье крестьянина. Русский. Отца, Григория Афанасьевича Бачурина, в 1936 году раскулачили. Двое старших сестёр умерли в младенчестве. Мать с Павлом переехали в Прокуткино.
Получил начальное образование (5 классов). Трудовую деятельность начал подростком в 1943 году в колхозе. В 1951—1952 годах — тракторист Прокуткинской машинно-тракторной станции (МТС), окончив курсы. С 1952 года — бригадир полеводческой бригады колхоза «Вперед к коммунизму» в селе Прокуткино Сорокинского (с 1963 года — Ишимского) района Тюменской области. В 1956 году вступил в КПСС.
Руководил бригадой на протяжении 40 лет до выхода на пенсию.
Указом Президиума Верховного Совета СССР от 11 января 1957 года за выдающиеся достижения в освоении целинных и залежных земель, успешное проведение уборки урожая и хлебозаготовок в 1956 году в Тюменской области Бачурину Павлу Григорьевичу присвоено звание Героя Социалистического Труда с вручением ордена Ленина и золотой медали «Серп и Молот». Его напарник В. И. Суханов был награждён орденом Трудового Красного Знамени, 15 человек — медалью «За освоение целинных земель», 7 человек участвовали в ВДНХ.
Депутат Верховного Совета СССР 5-го созыва (1958—1962) от Ишимского избирательного округа № 341, делегат XXII съезда КПСС и III Всесоюзного съезда колхозников.
Жил в селе Прокуткино Ишимского района. Умер 9 октября 2004 года, похоронен в Ишимский район.